# Jessica Matten

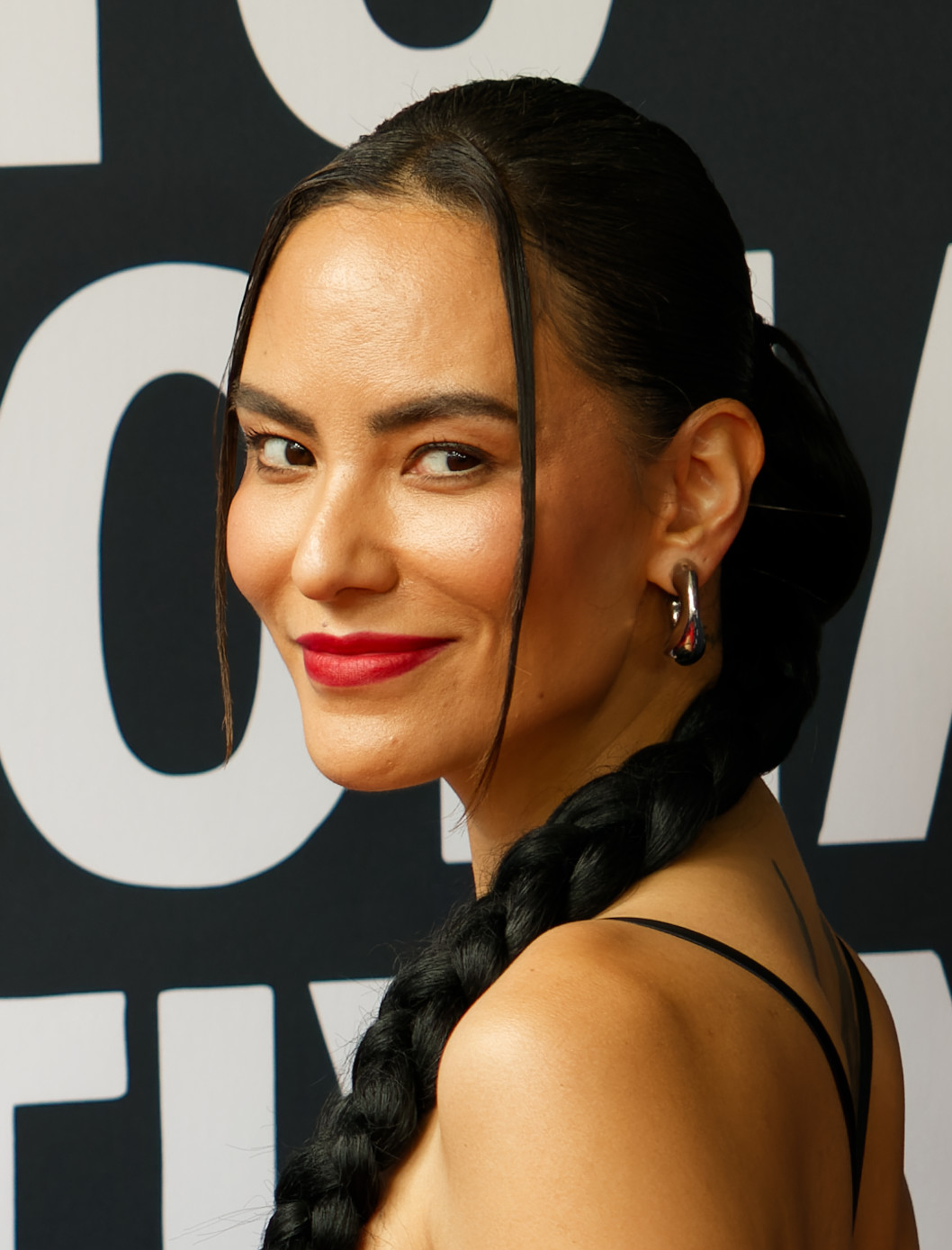
Jessica Matten (2024)

Jessica Matten (* in Edmonton, Alberta) ist eine kanadische Schauspielerin und Filmproduzentin.

## Leben
Matten wurde in Edmonton geboren. Über ihre Mutter stammt sie von den Red River Métis, den Saulteaux und einer kanadischen Cree-Gruppe ab. Sie ist eine direkte Nachkommin des kanadischen Métis-Führers Cuthbert Grant, Beteiligter am Pemmikan-Krieg. Erste Berufserfahrungen sammelte Matten in der Modelagentur ihrer Mutter und der Marketingabteilung ihres Vaters. Sie machte ihren Bachelor of Arts an der University of Alberta im Fach Humanökologie.
Nach ihrem Schauspieldebüt 2010 im Kurzfilm Pigs wirkte sie bis 2013 in mehreren Filmproduktionen als Nebendarstellerin mit und war in einer Episode der Fernsehserie Level Up zu sehen. 2011 wirkte sie am Film The House als Executive Producer mit. 2012 spielte sie die Hauptrolle im Kurzfilm A Red Girl's Reasoning. Meistens übernahm sie stereotypische Rollen einer Angehörigen der indigen Völker Nordamerikas. Von 2014 bis 2015 spielte sie mit der Rolle der Gina in insgesamt 12 Episoden der Fernsehserie Blackstone ihre erste große Rolle. Von 2016 bis 2018 spielte sie die Rolle der Cree-Kriegerin Sokanon in der Serie Frontier an der Seite von Jason Momoa. 2017 war sie in zwei Episoden der Fernsehserie Shadowhunters in der Rolle der Maria zu sehen und produzierte ebenfalls den Kurzfilm Sleepwalk, in der sie auch die Hauptrolle der Alicia übernahm. Der Kurzfilm wurde am 5. November 2017 auf dem Vancouver Asian Film Festival gezeigt. Von 2018 bis 2019 übernahm sie in der Fernsehserie Burden of Truth die Rolle der Gerrilyn Spence. 2020 hatte sie eine Nebenrolle im Film The Empty Man. Ab demselben Jahr bis 2021 verkörperte sie in 18 Episoden der Fernsehserie Tribal die weibliche Hauptrolle der Sam Woodburn. Für die Serie fungierte sie zusätzlich in zehn Episoden als Produzentin. Seit 2022 spielt sie in der Fernsehserie Dark Winds mit.

## Filmografie (Auswahl)

### Schauspiel
- 2010: Pigs (Kurzfilm)
- 2010: Eddie's Stereotype
- 2011: Footsteps Into Gangland
- 2012: A Red Girl's Reasoning (Kurzfilm)
- 2012: Best Day Ever: Aiden Kesler 1994–2011
- 2012: Level Up (Fernsehserie, Episode 1x12)
- 2013: Pilgrims (Kurzfilm)
- 2013: Robot Love
- 2014–2015: Blackstone (Fernsehserie, 12 Episoden)
- 2016: Mohawk Girls (Fernsehserie, Episode 4x08)
- 2016–2018: Frontier (Fernsehserie, 18 Episoden)
- 2017: Shadowhunters (Fernsehserie, 2 Episoden)
- 2017: Ways to Water (Kurzfilm)
- 2017: Sleepwalk (Kurzfilm)
- 2018–2019: Burden of Truth (Fernsehserie, 14 Episoden)
- 2019: Hudson & Rex (Fernsehserie, 2 Episoden)
- 2020: The Empty Man
- 2020–2021: Tribal (Fernsehserie, 18 Episoden)
- seit 2022: Dark Winds (Fernsehserie)
- 2024: Rez Ball

### Produktion
- 2011: The House
- 2017: Sleepwalk (Kurzfilm)
- 2021: Tribal (Fernsehserie, 10 Episoden)